# Uta Poreceanu
Uta Poreceanu (Brașov, 13 novembre 1936 – Baden-Baden, 27 gennaio 2018) è stata una ginnasta rumena.

## Palmarès

### Olimpiadi
- 1 medaglia:
  - 1 bronzo (Roma 1960 a squadre)